# Colletes nigricans
Colletes nigricans là một loài Hymenoptera trong họ Colletidae. Loài này được Gistel mô tả khoa học năm 1857.